# بوسادا
بوسادا، (بالإنجليزية: Posada)‏، (سردينيا: Pasada)، (لاتينية:Pheronia)، هي بلدية، في مقاطعة نوورو في إقليم سردينيا الإيطالي. تقع المدينة على ساحل البحر التيراني. في 31 ديسمبر 2004، بلغ عدد سكانها 3994 نسمة وتبلغ مساحتها 33.52 كيلومتر مربع (12.94 ميل مربع).

## السكان
في سنة 1861 بلغ عدد السكان 403 نسمة، وتطور العدد ليصل في سنة 2011 لـ 2٬737 نسمة.
يظهر هذا المخطط البياني تطور النمو السكاني لـ بوسادا